# La Chapelle-au-Moine
La Chapelle-au-Moine é uma comuna francesa na região administrativa da Normandia, no departamento Orne. Estende-se por uma área de 5,34 km². Em 2010 a comuna tinha 604 habitantes (densidade: 113,1 hab./km²).